# Hugo Díaz Cárdenas
Hugo Díaz Cárdenas (Mercedes (Buenos Aires), Argentina 25 de agosto de 1948 - París, Francia 11 de febrero de 2019) autor, compositor, guitarrista y poeta argentino. Fue un artista representante de la riqueza musical y poética del folclore argentino, a quien dedicó su vida, con pasión, generosidad e integridad. Acompañó a músicos como Armando Tejada Gómez, Cesar Isella y Quinteto Tiempo, entre otros. Vivió en París sus últimos 23 años.

## Biografía

### Inicios
Nacido en la ciudad argentina de Mercedes, Provincia de Buenos Aires. Realizó estudios de armonía y composición (Juan Carnevale), canción (Homero Expósito y Sebastián Piana), canto y fonástica (Domingo Mazza) al tiempo que profundizó en los estudios de guitarra clásica, folclore y tango, como así también en la guitarra latinoamericana. 
Comenzó su vida profesional a principios de la década de los 60 con presentaciones en Buenos Aires, como Canal 9, clubes y peñas del momento. 
Se integró al Movimiento Nacional Nuevo Cancionero creado por Ariel Ramírez, Armando Tejada Gómez, Oscar Matus, Tito Francia, Mercedes Sosa, Gustavo Leguizamón, Cesar Isella, Hamlet Lima Quintana, entre otros, que dio al repertorio folclórico una nueva concepción musical, literaria y filosófica que tuvo repercusión internacional. 
A mediados de la década del 70 fue transcriptor de partituras para piano para las editoriales EMI Music Publishing y Melograph (CBS). Compositor en la creación de música para publicidad para las agencias Gil & Bertolini de Buenos Aires, McKann Ericsson do Brasil y otras agencias. En Brasil integró el movimiento Arte y Pensamiento Ecológico como intérprete de su propia música y como guitarrista de varios artistas brasileros.
En la década del 80 y hasta mediados de la del 90, de regreso en Argentina compuso con los poetas Armando Tejada Gómez, Hamlet Lima Quintana, Homero Expósito, Juan Urpianello, Osvaldo Maldonado, Juan José Retegui, Lina Avellaneda, Ana Gravie. En Buenos Aires participó en la creación del Movimiento Coral de la Tercera Edad. Publicó La flor del Durazno (poesías) y Cuentos de Mercedes, Editorial El Siglo, Buenos Aires. Participó como músico en el ciclo Teatro Abierto. Trabajo en proyectos musicales didáctico-pedagógicos para la Sociedad Hebraica Argentina. Junto al poeta mercedino Juan Urpianello, compuso la Pequeña Cantata por la Paz, un canto contra la guerra en el mundo de inspiración latinoamericana.
Participó como coconductor del programa radial Del Adriático a los Andes, Radio Belgrano y Radio América con Ana Kravic. Dirigió su propio estudio de grabación (Oye Records) y duplicación de audio para Fundación Estudios Tagliani, y Audiolab SRL.
Durante este periodo realizó presentaciones, como solista en canto y guitarra, como así también diferentes espectáculos y giras por el continente con Armando Tejada Gómez, Cesar Isella, Hamlet Lima Quintana, Enrique Llopis, Gustavo Leguizamón, Julio Lacarra, Chacho Etchenique, Quinteto Tiempo, Luis Ordóñez, Robustiano Araoz, Pedro Aleandro, María Luisa Robledo, Lina Avellaneda, Jorge Sobral y tantos otros.

### Europa
Entre 1997 y 1999 viajó a Francia para dar stages en Annecy y Lion sobre folclore argentino. En París fue contratado por L’Orchestre Philharmonique et Chœur de París Musique en Sorbonne, como solista para un ciclo de conciertos de tangos con homenaje a Carlos Gardel y Astor Piazzolla. Solista de guitarra en Tangos en Sorbonne bajo la dirección de Jaques Grimbert y con la participación de Atilio Stampone. 
Creador de muchos espectáculos, entre ellos Convergence , París sextet Tango, Vientos de la Pampa junto a Vanesa García, Fermín Juárez con el apoyo de France Telecom, Pampa Trío junto a Fréderic Truet (saxofón y flauta) y Javier Estrella (percusión). Este último bajo los auspicios del legendario y carismático pintor y músico argentino Juan Carlos Cáceres, cuya cultura, el requisito y la generosidad inspiran profundamente a aquellos músicos que compartieron con él, investigaciones, conciertos, giras y debates hasta las horas más altas de las noches parisinas y europeas. Incansable compañero de dúo con el maestro del bandoneón Gilberto Pereyra y Guillermo Venturino en percusión. 
Entre 2000 y 2008 hizo giras por Europa como intérprete de su propio repertorio en canto y guitarra abordando también los clásicos del folclore argentino. Hizo Trente ans après, un espectáculo unipersonal, guitarra, canto y poesía propia sobre la vida del Che Guevara; y Convergence, un reencuentro con los compositores que son referencia en el tango argentino (De Caro, Cobián, Games, Salgan, Gardel, Piazzolla, etcétera) con los clásicos de la ópera (Verdi, Puccini, Leoncavallo, Mozart, etcétera) También entre otros puntos salientes, en el marco del WOMAD Festival invitado por Peter Gabriel, hizo giras por España, Singapur, Turquía, Reino Unido, Suiza, Alemania, República Checa, Grecia, Estados Unidos, Italia, Austria, Sudáfrica, y otros países. Realizó innumerables giras en complicidad con Juan Carlos Cáceres como numerosas presentaciones con el acordeonista argentino Raúl Barbosa.

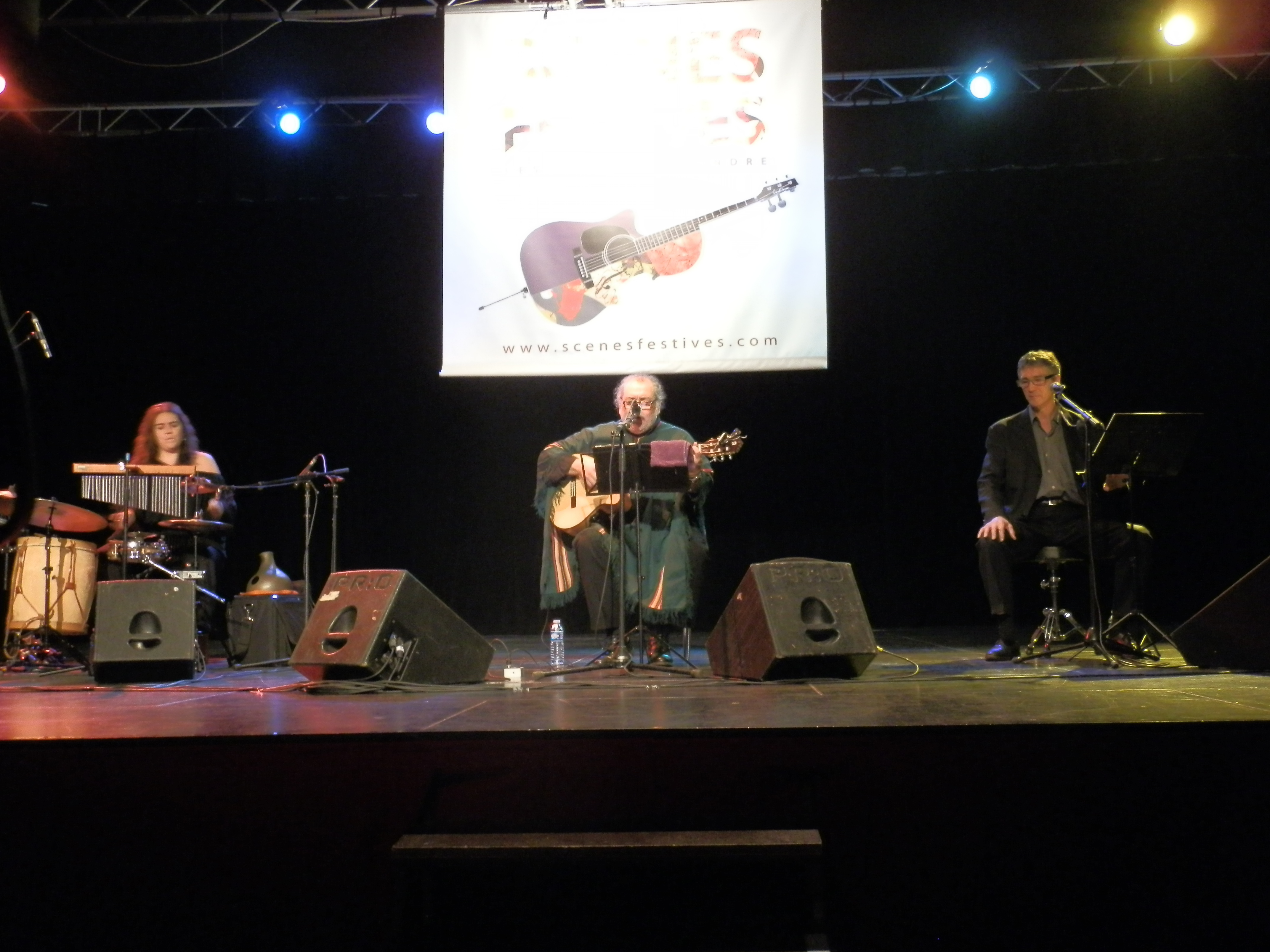
Espectáculo Vientos de La Pampa

Entre 2009 y 2013 dicta durante cuatro años, cursos de guitarra, armonía y composición en el Syndicat des Musiciens de París y realiza stages sobre la guitarra popular latinoamericana para guitarristas europeos.
La guitarra de Hugo Díaz Cárdenas suena en numerosas grabaciones de intérpretes franceses.
Fue intérprete en guitarra, charango, cuatro y percusión para el documental Los ojos bien abiertos de Gonzalo Arijon con narración de Eduardo Galeano y música de Florencia Di Consiglio. Premiado en varios países europeos y sudamericanos.
En 2013 hace L'Improbable Tango, un musical con Andrea Bordos en canto y danza, evocando el espíritu de Tita Merello. Integra el grupo Tangophon creado y dirigido por Juan Carlos Cáceres y el Cáceres - Cárdenas - Dúo, piano y guitarra. Realiza presentaciones en Europa y en varios países. Solista en canto y guitarra con su obra Vientos de la Pampa, con Vanesa García en la percusión y Pierre Rousselle en los relatos, con presentaciones en España, Francia y Alemania. 

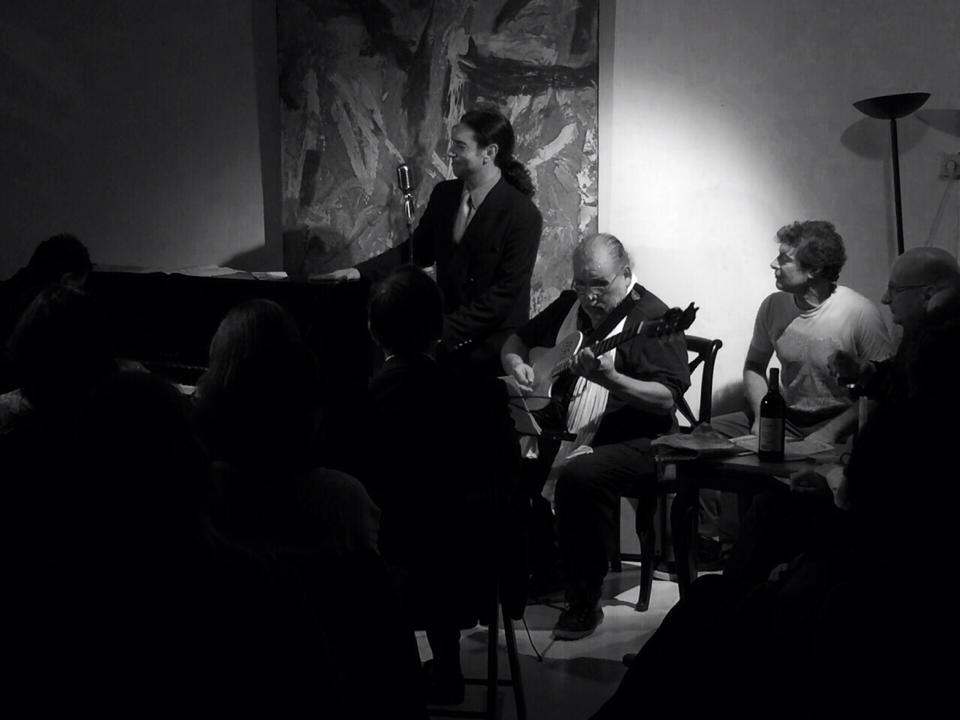
Espectáculo con Guillermo Venturino en Tango Negro

Con su guitarra el 2 de junio de 2015 acompañó a Raquel Buela en el recital "Y voy cantando al andar". Realiza la obra Tango de la mujer siguiendo la producción de Navidad tanguera presentada en Lille en 2014.
Muchas de sus obras están grabadas y difundidas en América y Europa como, por ejemplo: Homenaje al Quinteto Real (tango), Quinteto El Después, Francia. Alerta en primavera (canción) Quinteto Tiempo. La Guitarrera (chacarera) Trío Aymama, Buenos Aires.

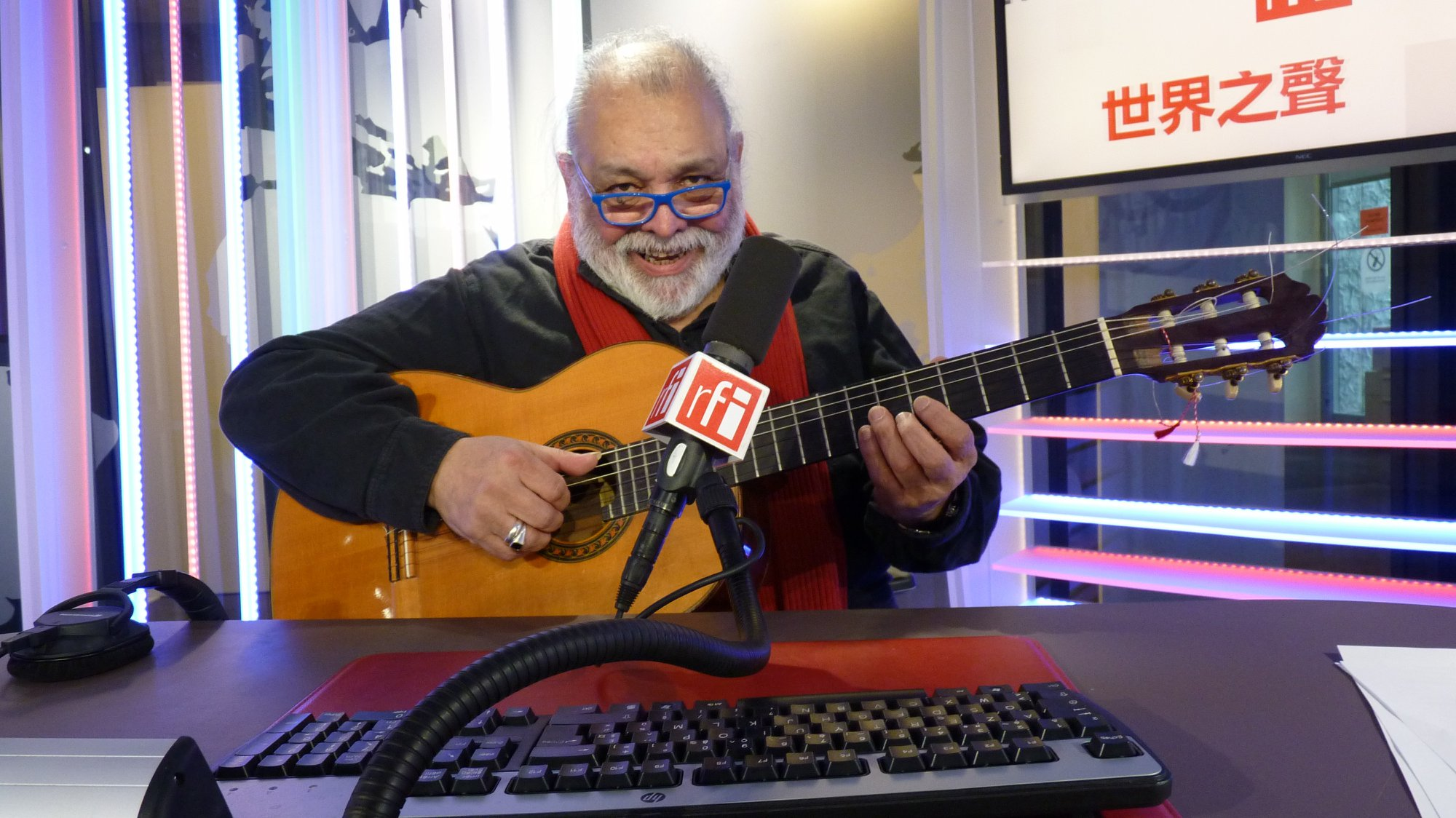
25 de enero de 2019. Hugo Díaz Cárdenas en RFI

El 25 de enero da su última entrevista en los Estudios de Radio Francia Internacional al reconocido reportero Jordi Batallé donde repasan su historia en prólogo al espectáculo en la Maison de l’América Latina en París con Pampa Trío. Cierra cantando la canción de propia autoría: El orillero.
El miércoles 30 de enero de 2019 realiza su último concierto junto con Pampa Trío.
El 11 de febrero fallece de causas naturales en su estudio en París, Francia.

## Discografía
- Tangos en Sorbonne. Choeur et Orchestre de Paris Sorbonne. Direction Jacques Grimbert.  Double CD. Solistes : Bandonéon, Hugo Daniel, Violon, Florin Szigueti. Guitare, Hugo Díaz Cárdenas. Piano, Laurent Guanzini. Contrebasse, Felipe Canales. Chant, Chango Manzo, Raul Funes. KPMG-Muzzik, MES 0298.
- Au-delà du Temps. Claude Amelot. Arrangements, guitares, basse électrique et direction dans les morceaux 2, 3, 8, 13, 16 Hugo Díaz Cárdenas. Matracks 9813.
- Pour elles. Serge Bastille. Arrangements, guitares, basse électrique et direction musicale : Hugo Díaz Cárdenas. OMNI Musique 9905.
- Le Temps. Gérard André. 12 Chansons inédites. Direction et arrangements Patrick Vasori. Guitare Soliste en 1, 2, 5, 6, 8 Hugo Díaz Cárdenas. CYTISE 21999/GA.
- Barbara Luna. India Morena. Guitare, solos et arrangements en 6 morceaux Hugo Díaz Cárdenas. CELLULOID-MELODY, DK018.
- Tendresses. Claude Amelot. Guitares, arrangements 2, 3 Hugo Díaz Cárdenas. Matracks 9914.
- Gabino. French Latino. Arrangements et direction : Patrick Vasori. Guitare soliste, Hugo Díaz Cárdenas. PGM 1024.
- Encuentro, Musique et chants d’Argentine. Hugo Díaz Cárdenas-Yamari.  LiberArte Records YCHDC 21001.
- Chango Manzo. Folklore argentino. Guitares et arrangements : Hugo Díaz Cárdenas. Marseille Records.
- Musiques d'Amérique du Sud. Choeur A Tempo. Direction Gérard Thiriet. Ténor solo, Ricardo de Aliaga. Barytone solo, Hugo Díaz Cárdenas. AMA 002-2001. Live, saison 1999/2000.
- Vientos de la Pampa. Hugo Díaz Cárdenas. GRAMMY RECORDS GERMANY B9841CD.
- Lo pasado cantado. Hugo Díaz Cárdenas. OYE RECORDS PROD. HDC714.
- Live in Europe. Hugo Díaz Cárdenas. OYE RECORDS.

## Distinciones
En el marco del espectáculo "100 años no es nada" con el que se conmemoró un siglo de la actuación de Carlos Gardel en Mercedes se le hizo reconocimiento a su trayectoria entregándole una placa y declarándolo Ciudadano Ilustre de la ciudad de Mercedes.

## Filmografía
- Bandas sonoras originales para Arte y Parte Communication.
- Música original para documentales, Agencia Nacional TELAM.
- Compositor de la serie "Videos Institucionales" (Studios PIXEL, Buenos Aires). Banda sonora del documental "La Ballena Franca". Gobierno de la Provincia de Argentina, Secretaría de Turismo.
- Compositor para el ciclo "Cu Cu Cuentos", TV Abierta.
- Compositor del ciclo "Teatro Abierto".
- Genéricos para los programas de versión. LU9 Emisora Mar del Plata. Juglares Asociados. LRA Radio Nacional. Del Adriático a los Andes. Radio América. Del Adriático a los Andes. Radio LR3 Belgrano.
- Buenos Aires Divina Comedia. FM Rock & Pop. Conducción: Lalo Mir.
- Radioteatros humorísticos. FM Ciudades 103.5 MHz.
- Cuentos e historias de autores. FM Ciudades 103.5 MHz.
- La Compañía del futbol. Soy Bonaerense.
- Folclore. LRA Radio Nacional. Conducción: Hernan Rapella.
- Amasando sueños. Radio municipal de Buenos Aires. Conducción: Mirta Judewicz.
- Carlos_(miniseries) Basta ya! (Atahualpa Yupanqui)[12]